# فيليكس كوروبوف
فيليكس كوروبوف (بالروسية: Коробов, Феликс Павлович)‏ هو موزع روسي، ولد في 24 مايو 1972 في إيركوتسك في روسيا.

## وصلات خارجية
- فيليكس كوروبوف على موقع ميوزك برينز (الإنجليزية)
- فيليكس كوروبوف على موقع ديسكوغز (الإنجليزية)